# Gălăteni (gmina)
Gălăteni – gmina w Rumunii, w okręgu Teleorman. Obejmuje miejscowości Bâscoveni, Gălăteni i Grădișteanca. W 2011 roku liczyła 2967 mieszkańców. 